# Dorcadion songaricum
Dorcadion songaricum es una especie de escarabajo longicornio de la subfamilia Lamiinae. Fue descrita científicamente por Ganglbauer en 1884.
Se distribuye por China, Kazajistán y Kirguistán. Mide 14,3-19,5 milímetros de longitud. El período de vuelo ocurre en los meses de mayo y junio.